# Uruoca
Uruoca es un municipio del estado brasileño de Ceará. Su población estimada en 2008 es de 13.613 habitantes. Es parte de la microrregión de Coreaú, que es uno de los siete microrregiones que componen la mesorregión de Noroeste Cearense.